# Miura Kazutoshi
Kazutoshi Miura (sinh ngày 7 tháng 3 năm 1977) là một cầu thủ bóng đá người Nhật Bản.

## Sự nghiệp câu lạc bộ
Kazutoshi Miura đã từng chơi cho Sanfrecce Hiroshima.